# La Jungle (roman)
Pour les articles homonymes, voir La Jungle.
La Jungle (titre original en anglais : The Jungle) est un roman écrit par le journaliste et romancier américain Upton Sinclair (1878–1968), paru d'abord en feuilleton  entre le 25 février 1905 et le 4 novembre 1905 dans le journal socialiste Appeal to Reason (L'Appel à la raison), avant d'être publié en volume en 1906. Il a pour personnage principal Jurgis Rudkus, un immigré lituanien qui s'installe avec sa famille à Chicago, au tout début du XXe siècle, dans le quartier des abattoirs de New City (les « Union Stock Yards ») et de l'industrie de la viande. Tiré à plusieurs millions d'exemplaires, il a été traduit en plus de trente-trois langues.

## Réception
Qualifié par l'écrivain Jack London de « Case de l'Oncle Tom de l'esclavage salarié » (« The Uncle Tom's Cabin of wage slavery »), le roman dépeint, pour les dénoncer, l'exploitation des immigrés, la misère de la classe ouvrière vouée au désespoir, ainsi que l'absence de toute protection ou politique de soutien social, par opposition à la puissance cynique du grand capital, travaillant main dans la main avec une classe politique qu'elle a totalement corrompue.
Lors de la parution du roman, de nombreux lecteurs se sont cependant davantage sentis concernés par l'exposé des conditions d'hygiène déplorables dans l'industrie de la viande, qui s'appuie sur une enquête menée sur le terrain par l'auteur en octobre 1904, pour le compte du journal Appeal to Reason. Le président des États-Unis Theodore Roosevelt, pourtant hostile à Sinclair en raison de ses positions socialistes, diligente une enquête à Chicago sur les installations de conditionnement de la viande : celle-ci confirme en grande partie la plupart des éléments décrits dans le roman, conduisant à l'adoption de la Loi sur l'inspection des viandes (Meat Inspection Act (en)) et de la Loi sur la qualité des aliments et des médicaments de 1906 (Pure Food and Drug Act), qui institue également le Bureau de chimie (rebaptisé en 1930 Food and Drug Administration, « Agence des produits alimentaires et médicamenteux ») du Département de l'Agriculture des États-Unis.
Se plaignant de l'incompréhension du public à propos de l'objectif principal de son roman, Upton Sinclair affirme, dans le Cosmopolitan d'octobre 1906 : « J'ai visé le cœur du public et par accident je l'ai touché à l'estomac. »

## Le roman

Employés des Union Stock Yards (abattoirs de Chicago, vers 1920).

Le roman décrit les terribles conditions de vie et de travail de millions d'immigrés polonais, lituaniens, allemands, etc., dans les abattoirs de Chicago, leurs combats, leur misère, leur déchéance, les grèves, l'alcoolisme, la prostitution.

## Les conséquences
La description de ces horreurs a poussé le président Theodore Roosevelt à engager une commission d'enquête sur les conditions de travail dans l'industrie de la viande et à faire mener des réformes du droit du travail et de la réglementation en matière de production alimentaire via le Pure Food and Drug Act de 1906. Un laboratoire de chimie fut adjoint au Département de l'Agriculture des États-Unis (USDA) pour contrôler la qualité de la nourriture. En 1930, ce laboratoire deviendra la Food and Drug Administration (FDA).

## Éditions en français
La traduction française parut chez Juven dès 1905 pour le premier volume (Les Empoisonneurs de Chicago) et 1906 pour le second (La Fin de la jungle) .